# Notre-Dame-de-l’Assomption (Moustiers-Sainte-Marie)

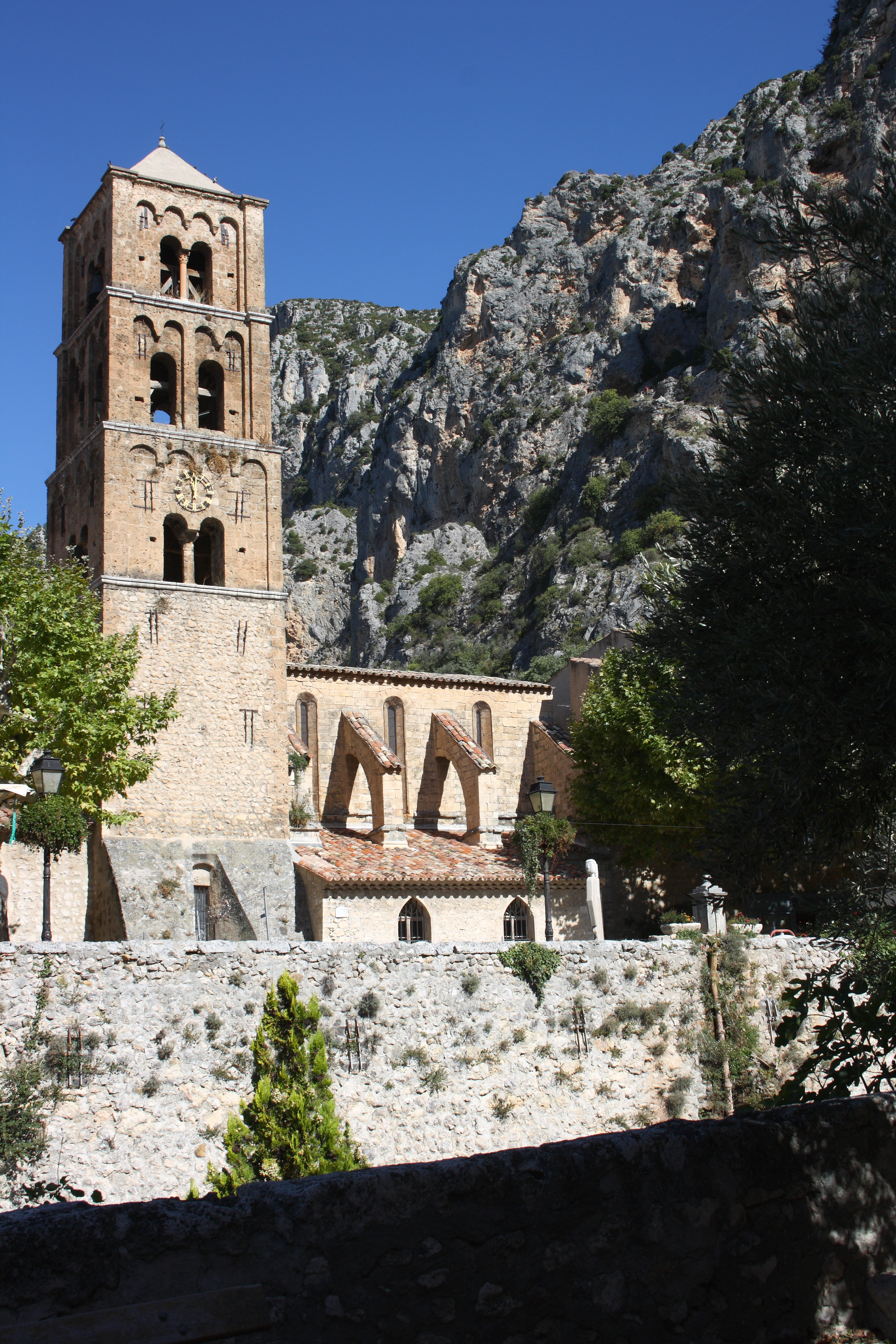
Südfassade mit Glockenturm

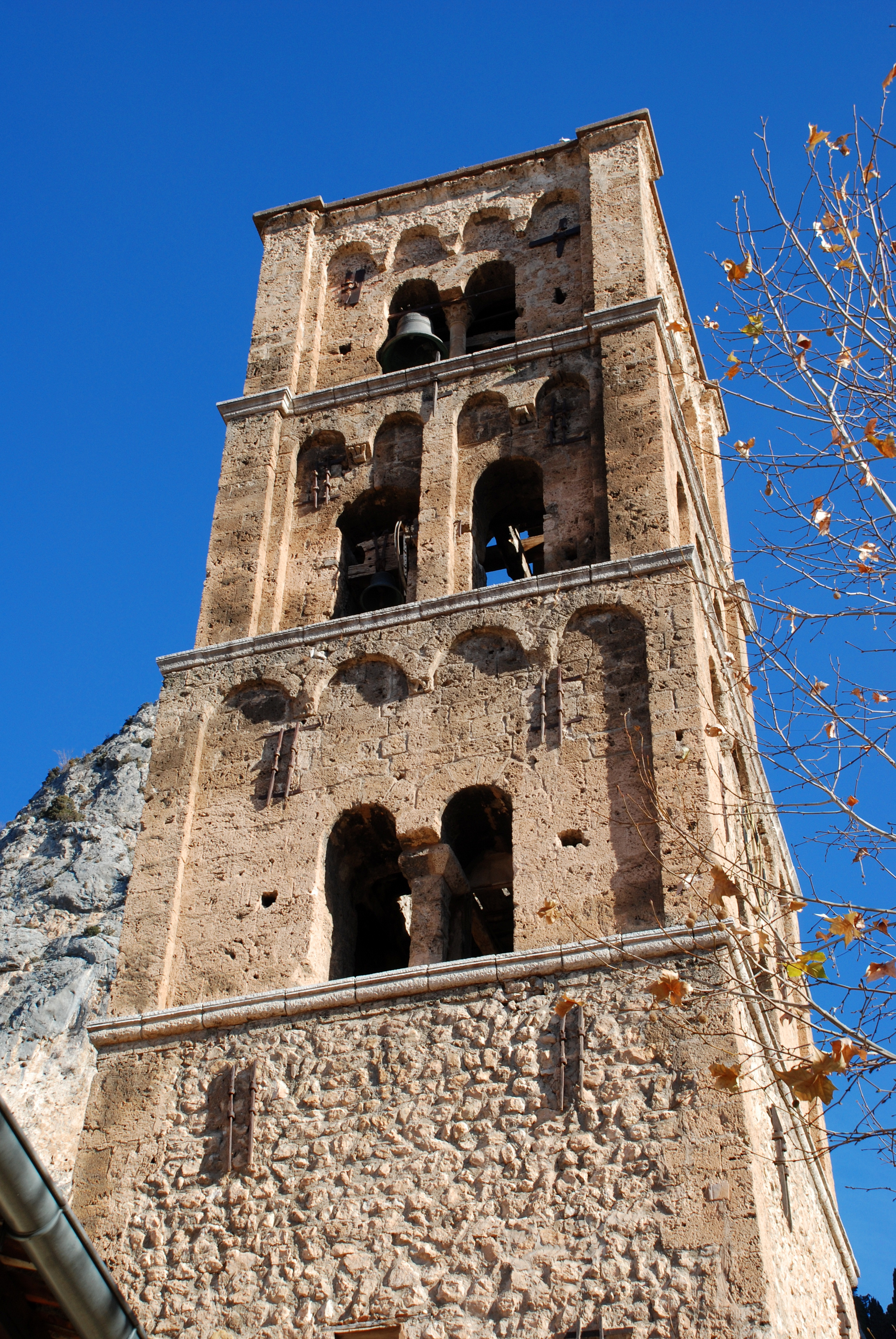
Glockenturm

Die katholische Pfarrkirche Notre-Dame-de-l’Assomption (Mariä Himmelfahrt) in Moustiers-Sainte-Marie, einer Gemeinde im Département Alpes-de-Haute-Provence in der französischen Region Provence-Alpes-Côte d’Azur, ist eine romanische Kirche aus dem 12. Jahrhundert. Sie besitzt einen besonders schönen, im lombardischen Stil errichteten Glockenturm.
Im Jahr 1913 wurde die Kirche als Monument historique in die Liste der Baudenkmäler in Frankreich aufgenommen.

## Geschichte
Ursprünglich gehörte Notre-Dame-de-l’Assomption zu einem Priorat der Abtei Lérins. Im 5. Jahrhundert siedelte der Bischof Maximus von Riez Mönche aus einem Kloster der Lérins-Inseln, das vom heiligen Honoratus von Arles auf der Île Saint-Honorat gegründet worden war, am Eingang zur Verdonschlucht an. Die Mönche lebten in Höhlen, die sie in die Felsen geschlagen hatten. Den Ort nannte man Monasterium, woraus sich der Name Moustiers entwickelte. Als die Provence ab dem 8. Jahrhundert bis gegen Ende des 10. Jahrhunderts zeitweise unter maurische Herrschaft geriet, wurden die Mönche vertrieben. Erst Ende des 11. Jahrhunderts entstand in Moustiers wieder eine Ordensgemeinschaft.
1097 unterstellte der Bischof von Riez die Kirche von Moustiers mit anderen Kirchen der Umgebung dem Abt von Lérins und bestätigte ihm 1113 den Besitz dieser Kirchen und ihrer Pfründen. Bis zur Säkularisation 1787 blieb Moustiers ein Priorat der Abtei von Lérins. Ab der Mitte des 16. Jahrhunderts gab es keine Mönche mehr in Moustiers und Weltgeistliche versahen deren Amt.

## Architektur

### Außenbau
Kirche und Glockenturm sind aus Kalktuff errichtet.
An der Südseite der Kirche, an der sich auch das Portal befindet, erhebt sich der 22 Meter hohe, quadratische Glockenturm. Er besitzt fünf, sich nach oben verjüngende Stockwerke. Die beiden unteren Geschosse bestehen aus grobem Bruchsteinmauerwerk. Die drei oberen Etagen sind aus sorgfältig behauenen Steinen gemauert. Sie werden von unterschiedlich großen Zwillingsarkaden durchbrochen und sind mit Lisenen, Blendarkaden und Bogenfriesen verziert.
Im 17. Jahrhundert musste der Turm, der durch das Glockengeläut ständigen Erschütterungen ausgesetzt war, durch Eisenanker gesichert und durch Strebepfeiler verstärkt werden.

### Innenraum

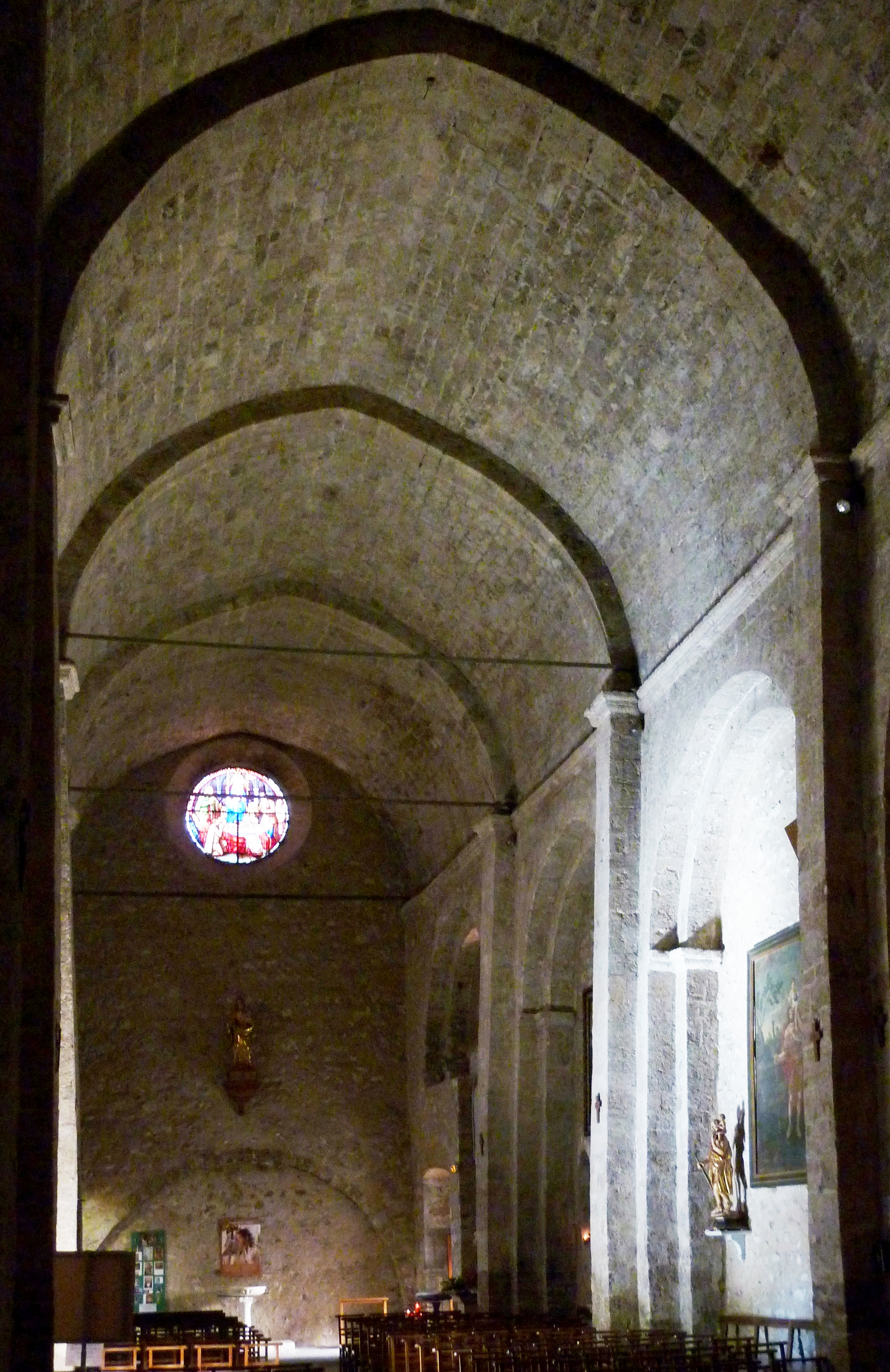
Innenraum mit Blick nach Westen

Der Innenraum der Kirche ist einschiffig und in fünf Joche unterteilt. Er ist von einer Spitztonne gedeckt, die von Gurtbögen unterfangen wird. Das Gewicht des Gewölbes lastet auf den Wandpfeilern, die durch Rundbögen miteinander verbunden sind.
Der dreijochige Chor wurde im 14. Jahrhundert im Stil der Gotik an das romanische Langhaus angebaut. Er ist rechtwinklig geschlossen und mit einem Kreuzrippengewölbe gedeckt, das von Spitzbogenarkaden getragen wird.
Die Querschiffarme wurden im 17. Jahrhundert angefügt.

## Bleiglasfenster
Die Bleiglasfenster der Kirche stammen aus späterer Zeit. Neben den Aposteln Petrus und Paulus, Joseph und dem Jesuskind, der Nonne Margareta Maria Alacoque, der Jesus erscheint, wie er auf sein Herz deutet, stellen sie den Papst Pius IX. dar. Einige Fenster weisen Signaturen auf (V/J oder André & Pascal Aix 1879).
Die Mitte der Chorabschlusswand ist fast in ihrer ganzen Höhe von einem schmalen Rundbogenfenster durchbrochen, dessen zentrale Darstellung Maria, der Schutzpatronin der Kirche gewidmet ist. Auf dem unteren Feld ist die erhöht über dem Ort gelegene Wallfahrtskapelle Notre-Dame de Beauvoir dargestellt.

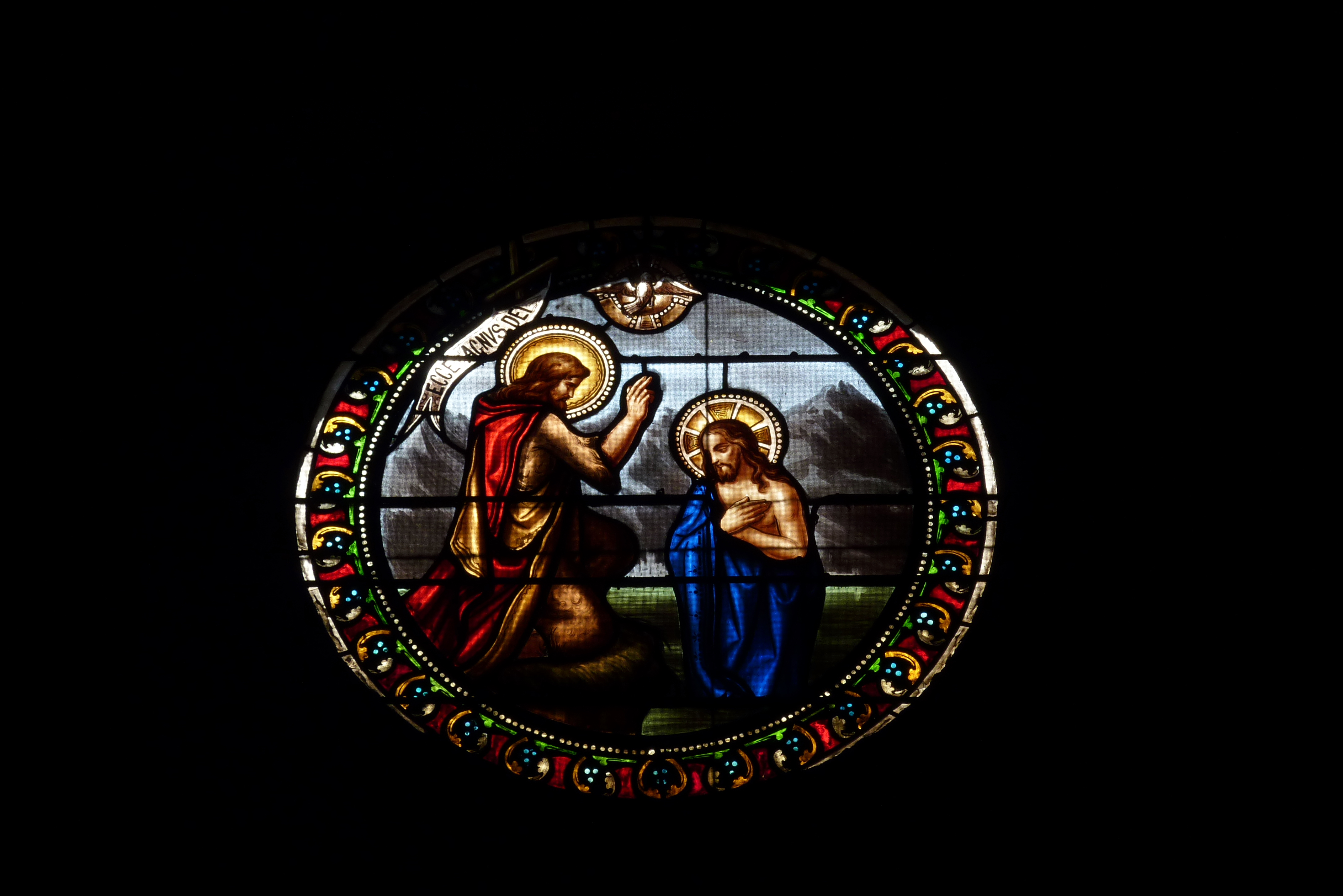
Taufe Jesu
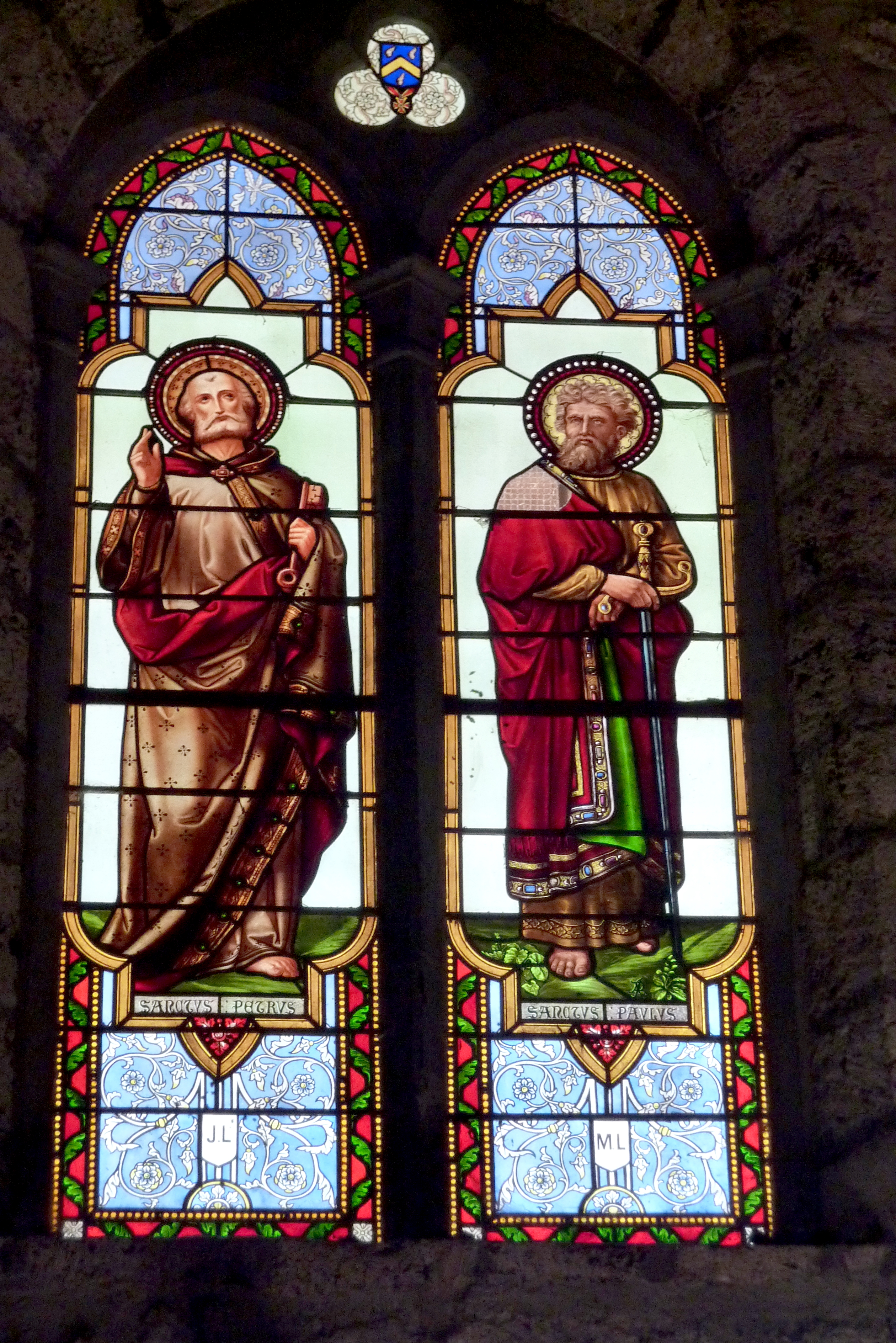
Apostel Petrus und Paulus
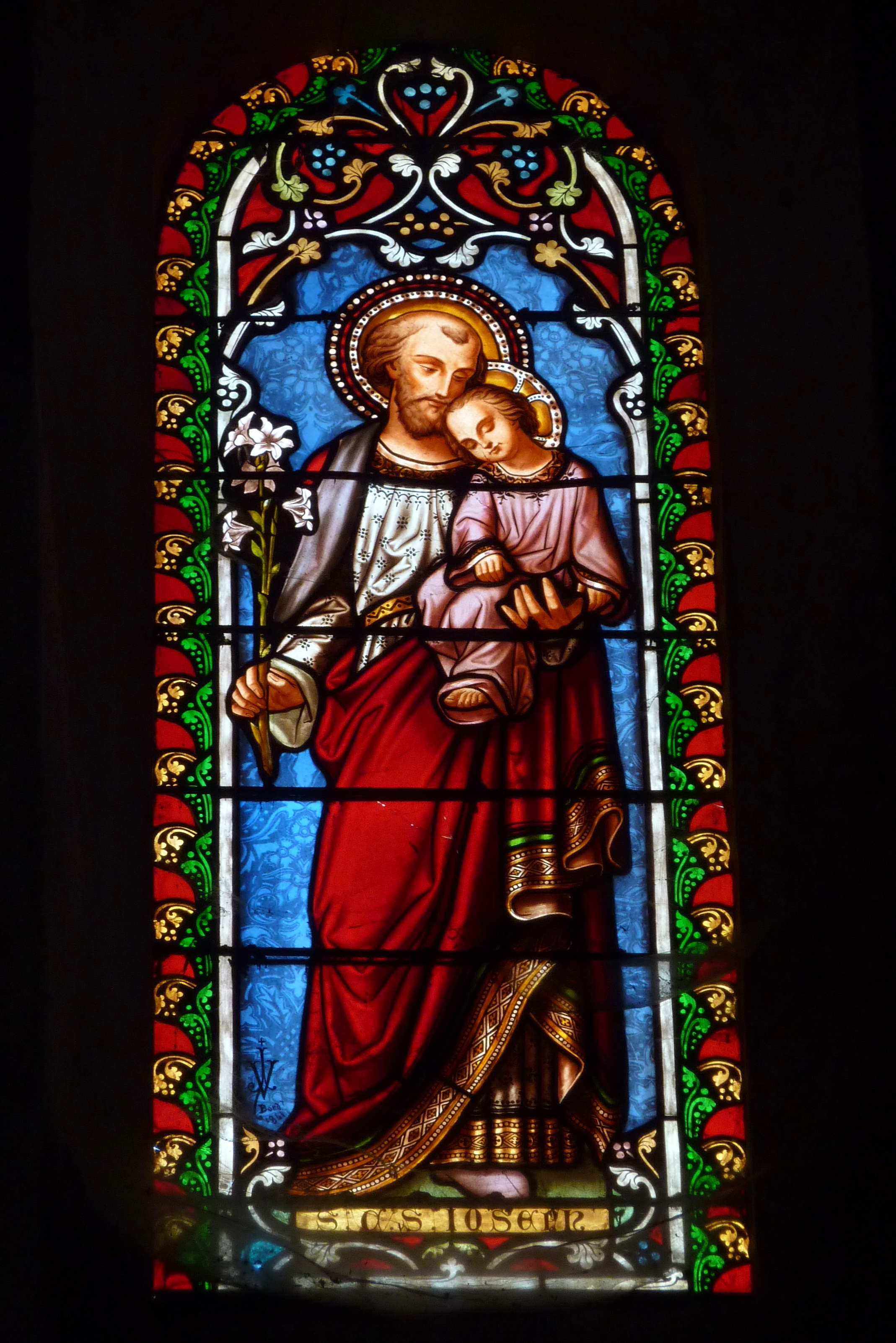
Joseph mit Jesuskind
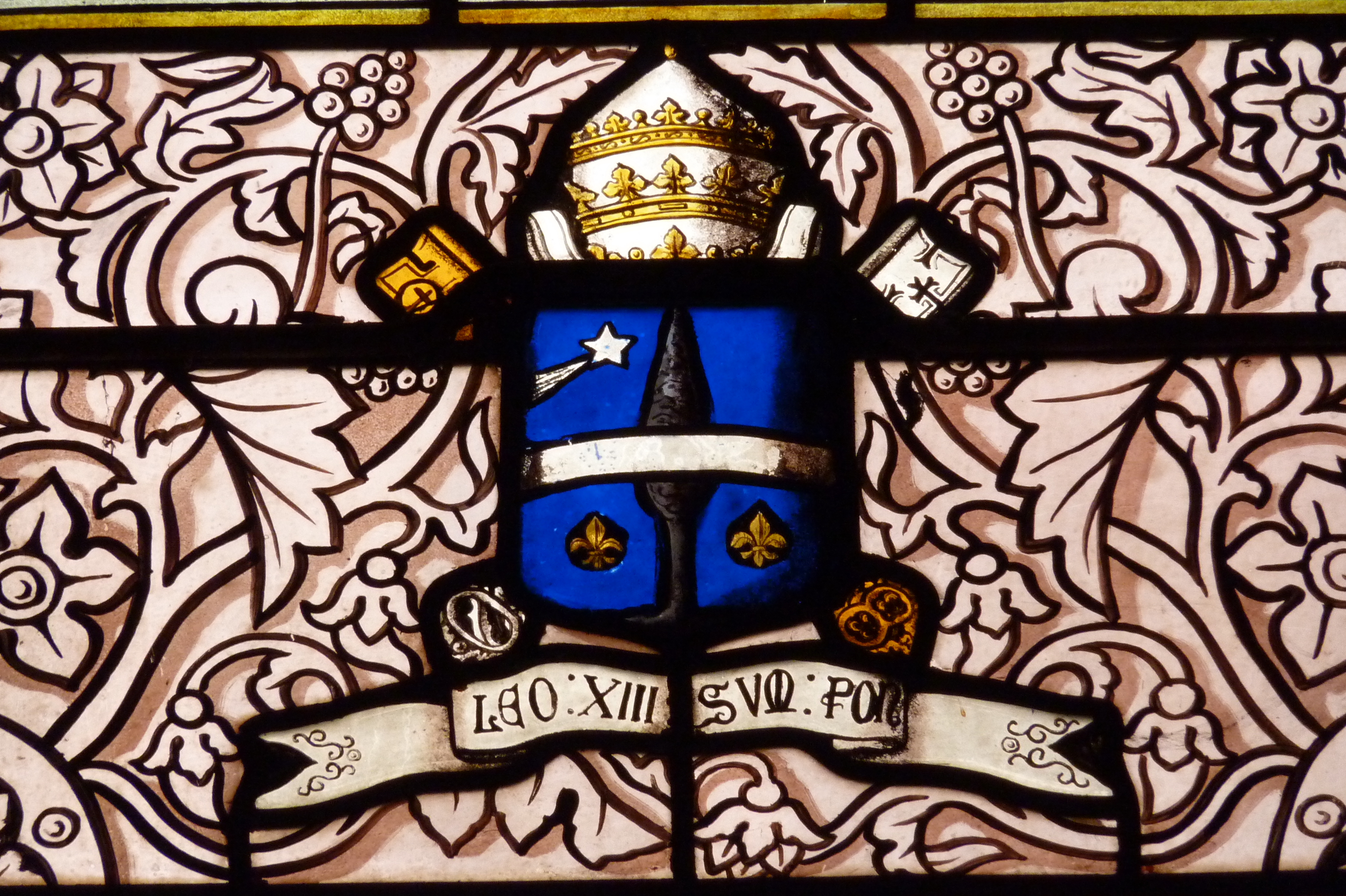
Wappen des Papstes Leo XIII.

## Ausstattung

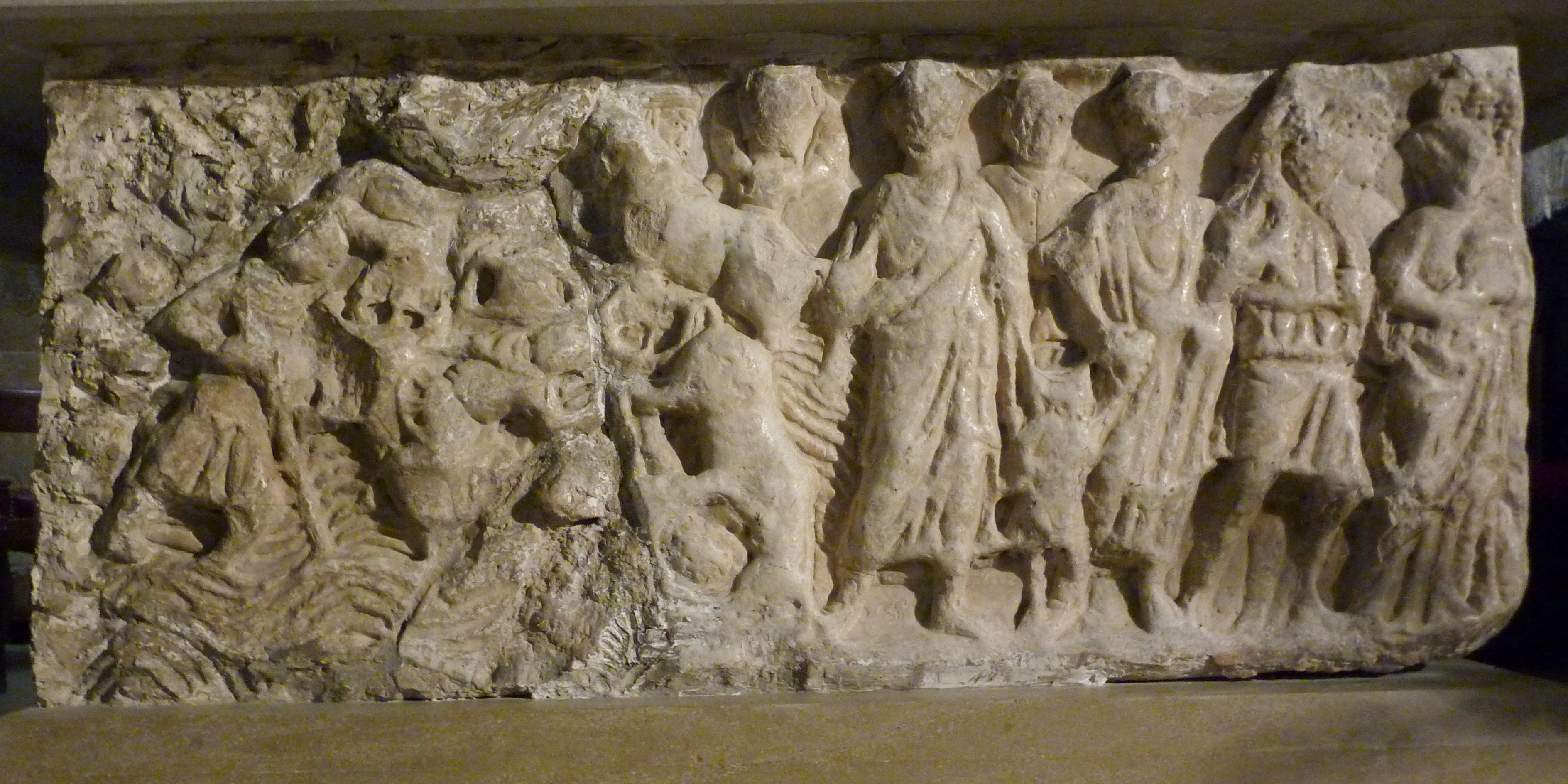
Altar, gallo-römischer Sarkophag

Als Altar dient ein wiederverwendeter Marmorsarkophag, der aus gallo-römischer Zeit stammt.